# Henri Baumann
Henri Baumann (15 agosto 1927 – ...) è stato un cestista svizzero.

## Carriera
Con la Svizzera ha disputato due Campionati europei (1951, 1955) e due edizioni dei Giochi olimpici (1948, 1952).